# Eleüsa

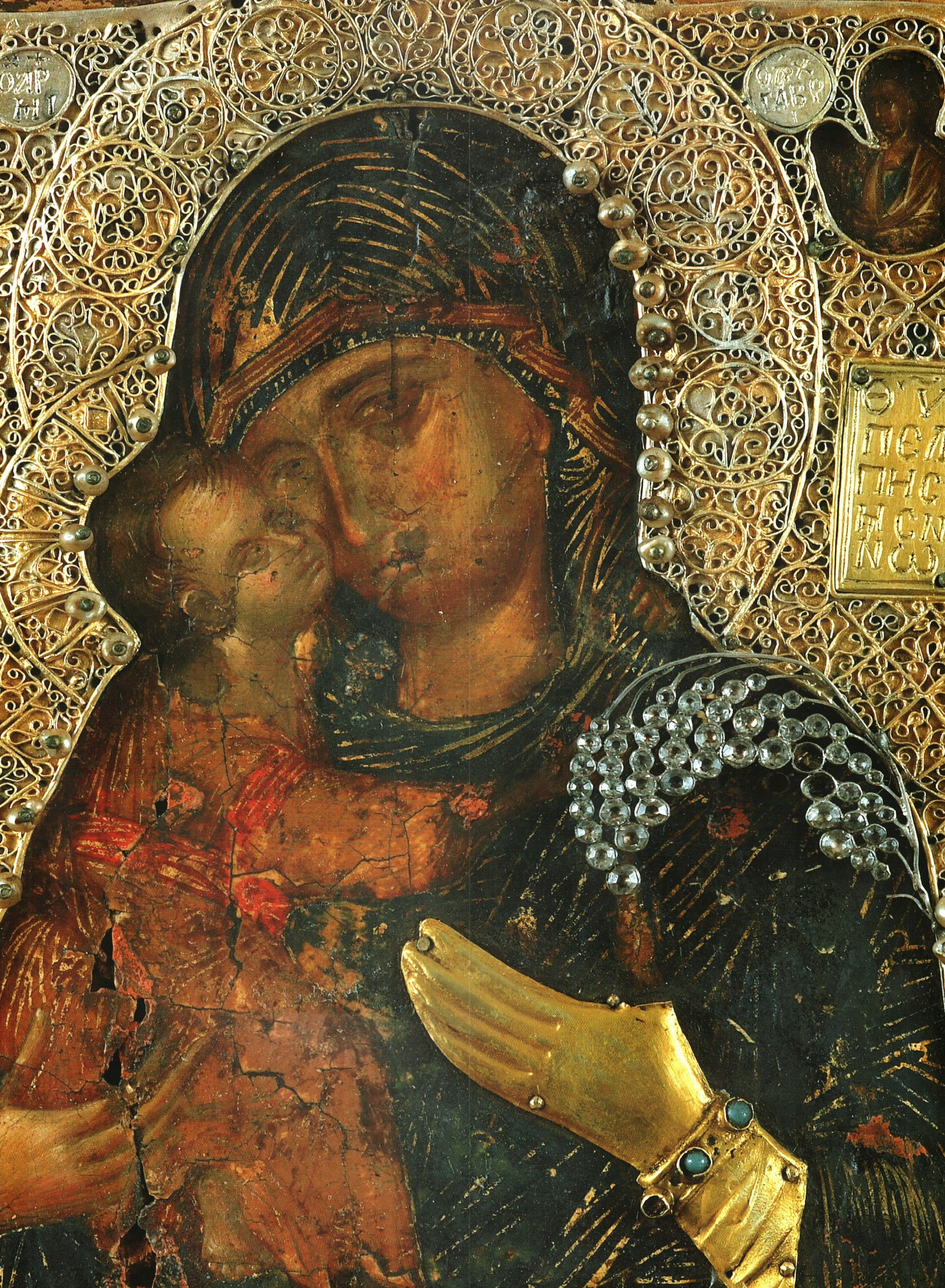
Icona de tipus Eleüsa

L'Eleüsa (grec: Ἐλεούσα) o Verge de la Tendresa és una representació de la Verge Maria on apareix la imatge d'ella amb el seu fill en contacte amb la seva galta, en un gest de carícia. És propi de representacions orientals de les icones a partir de l'època medieval. L'exemple més conegut és la Mare de Déu de Vladímir.